# Arthrophytum balchaschense
Arthrophytum balchaschense är en amarantväxtart som först beskrevs av Modest Mikhaĭlovich Iljin, och fick sitt nu gällande namn av Viktor Petrovitj Botjantsev. Arthrophytum balchaschense ingår i släktet Arthrophytum och familjen amarantväxter. Inga underarter finns listade i Catalogue of Life.